# Testicolo ritenuto
Si parla di testicolo ritenuto nel caso di un criptorchidismo consistente nella ritenzione del testicolo a monte rispetto alla sua normale discesa che passando per il canale inguinale dovrebbe (in condizioni normali) condurlo allo scroto. È fisiologico che durante gran parte della vita intrauterina il testicolo non abbia completato la sua discesa nello scroto; è patologica invece la persistenza di tale condizione anche dopo tale periodo.

## Clinica
Un testicolo ritenuto ha generalmente dimensioni inferiori a quelli di persone di pari età con testicoli normali. Non è raro riscontrare atrofia testicolare di vario grado (anche molto grave). La concentrazione di spermatozoi in un testicolo ritenuto è notevolmente inferiore rispetto a quella dei testicoli normali. Pare che i testicoli ritenuti possano sviluppare tumori maligni con una frequenza superiore rispetto ai testicoli non patologici.

## Terapia
La terapia principale consiste nell'intervento chirurgico, da effettuarsi preferibilmente prima dei 5-6 anni di età. Possiede una minore efficacia - malgrado sia spesso tentata - una terapia preliminare ormonale a base di gonadotropine corioniche.